# Michael Ranft (Jurist)
Michael Ranft (* 20. August 1958 in Bremen) ist ein deutscher Verwaltungsjurist und politischer Beamter (parteilos) außer Dienst. Von 2019 bis 2024 war er Staatssekretär im Ministerium für Soziales, Gesundheit, Integration und Verbraucherschutz des Landes Brandenburg.

## Leben

### Ausbildung
Ranft schloss 1977 das Abitur ab und leistete anschließend bis 1979 seinen Zivildienst beim Caritasverband Bremen e. V. Danach studierte er von 1979 bis 1984 Rechtswissenschaften an der Philipps-Universität Marburg und der Justus-Liebig-Universität Gießen und legte das erste Juristische Staatsexamen ab. Sein Referendariat machte er beim Kammergericht zu Berlin und schloss das zweite Juristische Staatsexamen ab.

### Laufbahn
Nach seinem Studium trat Ranft in den Öffentlichen Dienst ein und arbeitete von 1988 bis 1991 in verschiedenen Aufgabengebieten im Abgeordnetenhaus von Berlin, Bezirksamt Schöneberg von Berlin, in der Magistratsverwaltung für Gesundheit in Ost-Berlin und der Senatsverwaltung für Gesundheit und Soziales.
Im Jahr 1991 wechselte er zum Land Brandenburg und war dort bis 2005 in diversen Leitungstätigkeiten im Ministerium für Arbeit, Gesundheit, Soziales, Frauen und Familie tätig. Er leitete unter anderem das Referat „Gesundheitsrecht, Heilberufe“, das Referat „Berufliche Bildung“, das Referat „Personal“ und die Abteilung „Zentrale Verwaltung“. Anschließend war er von 2005 bis 2012 als Leiter der Abteilung „Verwaltung“ im Landtag von Brandenburg beschäftigt. Er wechselte 2012 in das Ministerium für Arbeit, Soziales, Frauen und Familie und war dort zunächst Leiter der Abteilung „Soziales, Familie, Integration“ bzw. seit Mai 2015 „Frauen, Soziales, Familie, Integration“.
Mit Wirkung vom 3. Dezember 2019 wurde der parteilose Ranft unter Ministerin Ursula Nonnemacher (Bündnis 90/Die Grünen) zum Staatssekretär für Soziales, Gesundheit und Integration im Ministerium für Soziales, Gesundheit, Integration und Verbraucherschutz des Landes Brandenburg ernannt. Während der COVID-19-Pandemie leitete er den Corona-Krisenstab des Landes Brandenburg. Am 3. Januar 2024 wurde er in den einstweiligen Ruhestand versetzt. Ihm folgte Thomas Götz nach.

### Persönliches
Ranft ist verheiratet. Er ist Kurator im Kuratorium Deutsche Altershilfe, Wilhelmine-Lübke-Stiftung e. V., Mitglied des Arbeitskreises „Wirtschaft und Arbeit“ der Evangelischen Kirche Berlin-Brandenburg-schlesische Oberlausitz und Mitglied im Allgemeinen Deutschen Fahrrad-Club.